# Nyctunguis apachus
Nyctunguis apachus är en mångfotingart som beskrevs av Chamberlin 1941. Nyctunguis apachus ingår i släktet Nyctunguis och familjen småjordkrypare. Inga underarter finns listade i Catalogue of Life.